# 소프트웨어 저작권
소프트웨어 저작권은 기계가 읽을 수 있는 소프트웨어에 법적으로 저작권을 적용하는 것이다. 소프트웨어 저작권에 관한 많은 법적 원칙과 정책 논쟁은 저작권법의 다른 영역과 밀접한 유사성을 갖고 있지만 소프트웨어와 관련하여 발생하는 여러 가지 독특한 문제가 있다. 이 문서에서는 주로 소프트웨어와 관련된 주제에 중점을 둔다.
소프트웨어 저작권은 소프트웨어 개발자와 독점 소프트웨어 회사가 소프트웨어의 무단 복사를 방지하기 위해 사용한다. 무료 및 오픈 소스 라이선스 역시 저작권법에 따라 조건을 시행한다. 예를 들어, 카피레프트 라이선스는 라이선스 사용자에게 특정 상황에서 저작물의 수정 사항을 사용자 또는 사본 소유자와 공유할 의무를 부과한다. 문제의 소프트웨어가 퍼블릭 도메인에 있었다면 해당 의무는 적용되지 않는다.

## 같이 보기
- 저작권 침해
- 자유 소프트웨어 사용권
- 소프트웨어 사용권 동의
- 소프트웨어 특허